# Juan Miguélez de Mendaña y Osorio
Juan Miguélez de Mendaña y Osorio (Cubillos del Sil, 1656 - Tortosa, 15 de desembre de 1717), fou un eclesiàstic i home d'estat espanyol, conseller de la Inquisició, president de la Chancilleria de Granada, membre del Consell de Castella i bisbe de Tortosa.

## Biografia
Juan Miguélez de Mendaña neix a Cubillos del Sil, en la província de Lleó, i es trasllada a Salamanca, on estudia i es llicencia en Dret a la universitat, essent col·legial del Col·legi Major d'Oviedo.
Nomenat prevere, obté una canongia en la catedral d'Astorga, i més tard fou nomenat provisor i governador del bisbat d'Astorga.
Per altra banda, entra en la Inquisició: primerament és nomenat advocat del fisc del tribunal de Valladolid, ocupa el càrrec de fiscal del tribunal de Granada i després ascendeix a inquisidor del mateix tribunal. Finalment, el 22 de setembre de 1696 l'Inquisidor general Joan Tomàs de Rocabertí el nomena inquisidor ordinari del tribunal de Cort, i dos mesos després, el 22 de novembre, és elegit membre del Consell de la Inquisició.
Com a membre del Consell de la Inquisició es veu implicat en el conflicte pel poder dels darrers anys de Carles II, amb el suposat embruixament del rei, els exorcismes realitzats i la implicació de Froilán Díaz de Llanos, confessor reial. Miguélez de Mendaña, filipista i promogut per Rocabertí (l'anterior Inquisidor general, convençut de l'embruixament), es veu enfrontat al nou Inquisidor general, Baltasar de Mendoza y Sandoval, el qual promou un atac contra Froilán Díaz, i veient que el Consell de la Inquisició no el segueix, els jubila, i a Miguélez de Mendaña, a més a més, el reclou en el col·legi de la Companyia de Jesús de Santiago de Compostel·la en agost de 1700, i no fos fins al 3 de novembre de 1704 que es veu rehabilitat.
Amb el regnat de Felip V i el començament de la Guerra de Successió, el filipista Miguélez de Mendaña es veu recompensat amb la presidència de la Chancilleria de Granada, nomenat el 12 de juny de 1705 i possessionat el 23 de juny. A l'any següent és nomenat membre del Consell de Castella. La seva presidència és desacostumadament llarga, deu anys, per les dificultats de la guerra, i durant el seu període adequa l'administració al seu càrrec als decrets de Nova Planta.
El 17 de setembre de 1714 el rei el nomena bisbe de Tortosa, i no tarda molt a prendre possessió, atès que el 4 de novembre ja estava recorrent la diòcesi de visita pastoral, concretament es trobava a Vila-real. Durant el seu pontificat continuà visitant la diòcesi, i així, el 13 d'agost de 1716 estava a Vilafranca.

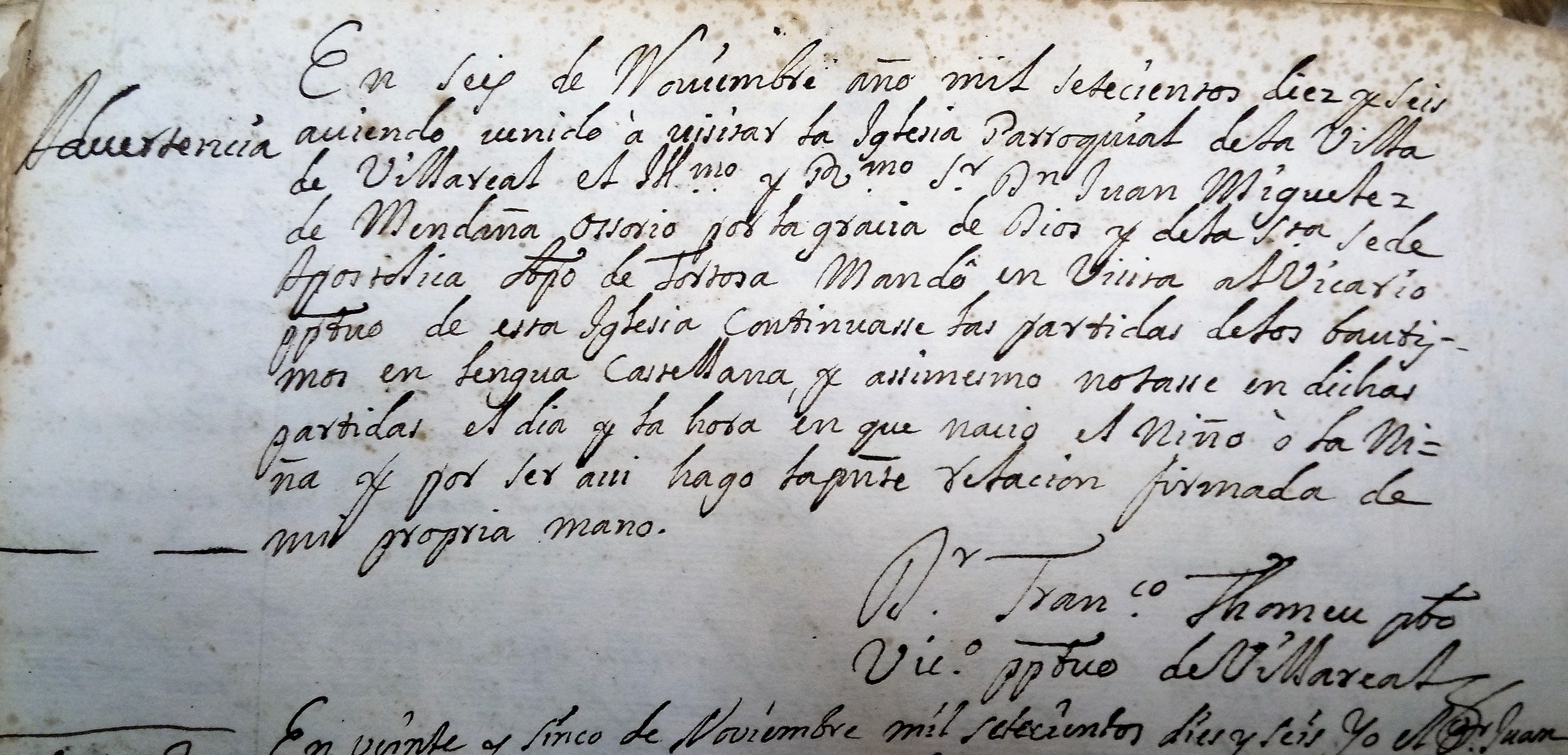
Vila-real, 1716: obligació d'escriure els batejos en castellà.

Tant en la vista a Vila-real com la realitzada a Vilafranca, l'actuació de Miguélez de Mendaña suposa un pas endavant en la formalització de l'ús del castellà en l'àmbit parroquial, per tal com ordena utilitzar el castellà en la redacció dels Quinque Libri, els registres de la vida religiosa (i social) de la comunitat.
En 1716 publica un opuscle sobre l'obligatorietat d'assistir al cor de tots els beneficiats de la catedral o de cada parròquia. Durant el segon semestre de 1717 assisteix a Girona al concili provincial, que durant 43 sessions, iniciat el 21 de juny, s'allargà fins al 7 d'octubre.
Mor a Tortosa el 15 de desembre de 1717.

## Obra
- Exortacion pastoral que el Obispo de Tortosa haze a el muy Ile. Cabildo de su Santa Iglesia Cathedral, y à el venerable, y devoto Clero de su Diocesis (1716).[10]